# Ланкастер (Кентуккі)
Ланкастер (англ. Lancaster) — місто (англ. city) в США, в окрузі Ґаррард штату Кентуккі. Населення — 3899 осіб (2020).

## Географія
Ланкастер розташований за координатами 37°36′52″ пн. ш. 84°35′0″ зх. д. / 37.61444° пн. ш. 84.58333° зх. д. (37.614373, -84.583209).  За даними Бюро перепису населення США в 2010 році місто мало площу 5,03 км², з яких 5,02 км² — суходіл та 0,01 км² — водойми. В 2017 році площа становила 5,72 км², з яких 5,66 км² — суходіл та 0,05 км² — водойми.

## Демографія
Згідно з переписом 2010 року, у місті мешкали 3442 особи в 1416 домогосподарствах у складі 889 родин. Густота населення становила 684 особи/км².  Було 1614 помешкання (321/км²).
Расовий склад населення:
| - 89,3 % — білих - 7,1 % — чорних або афроамериканців - 0,2 % — азіатів - 0,1 % — корінних американців - 1,9 % — осіб інших рас |

До двох чи більше рас належало 1,4 %. Частка іспаномовних становила 2,5 % від усіх жителів.
За віковим діапазоном населення розподілялося таким чином: 23,9 % — особи молодші 18 років, 56,2 % — особи у віці 18—64 років, 19,9 % — особи у віці 65 років та старші. Медіана віку мешканця становила 39,1 року. На 100 осіб жіночої статі у місті припадало 86,4 чоловіків;  на 100 жінок у віці від 18 років та старших — 80,1 чоловіків також старших 18 років.
Середній дохід на одне домашнє господарство  становив 50 344 долари США (медіана — 29 542), а середній дохід на одну сім'ю — 54 412 долари (медіана — 30 775). Медіана доходів становила 31 684 долари для чоловіків та 27 125 доларів для жінок. За межею бідності перебувало 36,7 % осіб, у тому числі 53,4 % дітей у віці до 18 років та 20,4 % осіб у віці 65 років та старших.
Цивільне працевлаштоване населення становило 1317 осіб. Основні галузі зайнятості: освіта, охорона здоров'я та соціальна допомога — 31,9 %, виробництво — 13,1 %, роздрібна торгівля — 12,6 %.